# Aiviekste
Aiviekste je řeka ve východním Lotyšsku. Je dlouhá 114 km, její povodí má rozlohu 9160 km² a tok překonává převýšení 26,9 m. Vytéká z největšího lotyšského jezera Lubanas a vlévá se zprava do Daugavy nedaleko města Pļaviņas. Tok řeky tvoří přirozenou hranici mezi historickými regiony Vidzeme a Latgalsko. Nejvýznamnějšími přítoky jsou Pededze a Balupe. Povodí řeky je lesnaté, s četnými močály. V roce 1925 byla na dolním toku postavena hydroelektrárna. Zdejší ichtyofaunu tvoří především okoun říční, štika obecná a cejn velký. Na řece se provozují vodní sporty.